# Nazarethkirche (Dresden)

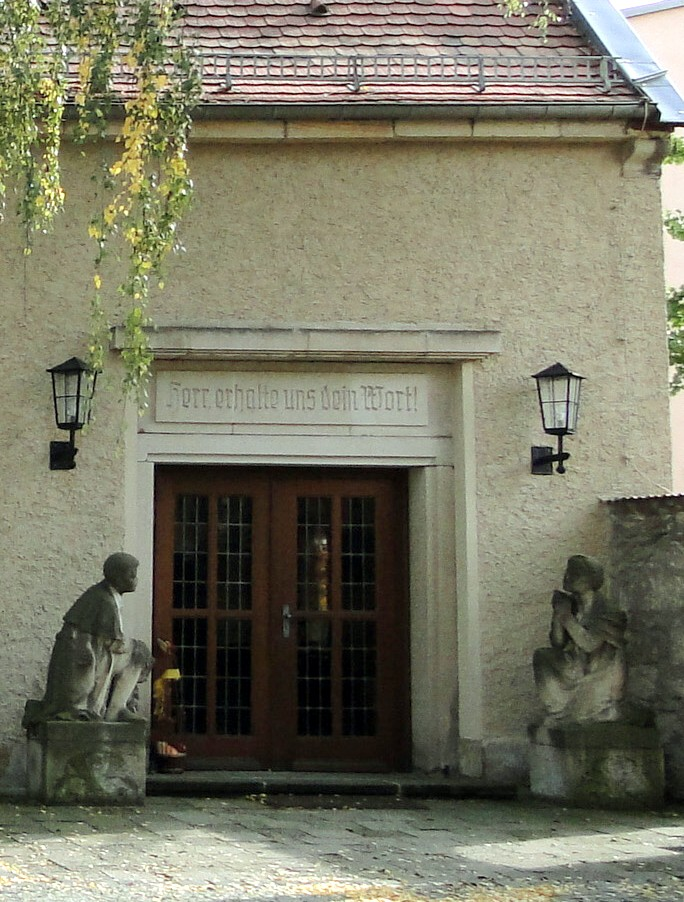
Eingang mit den Stiftskinder-Skulpturen

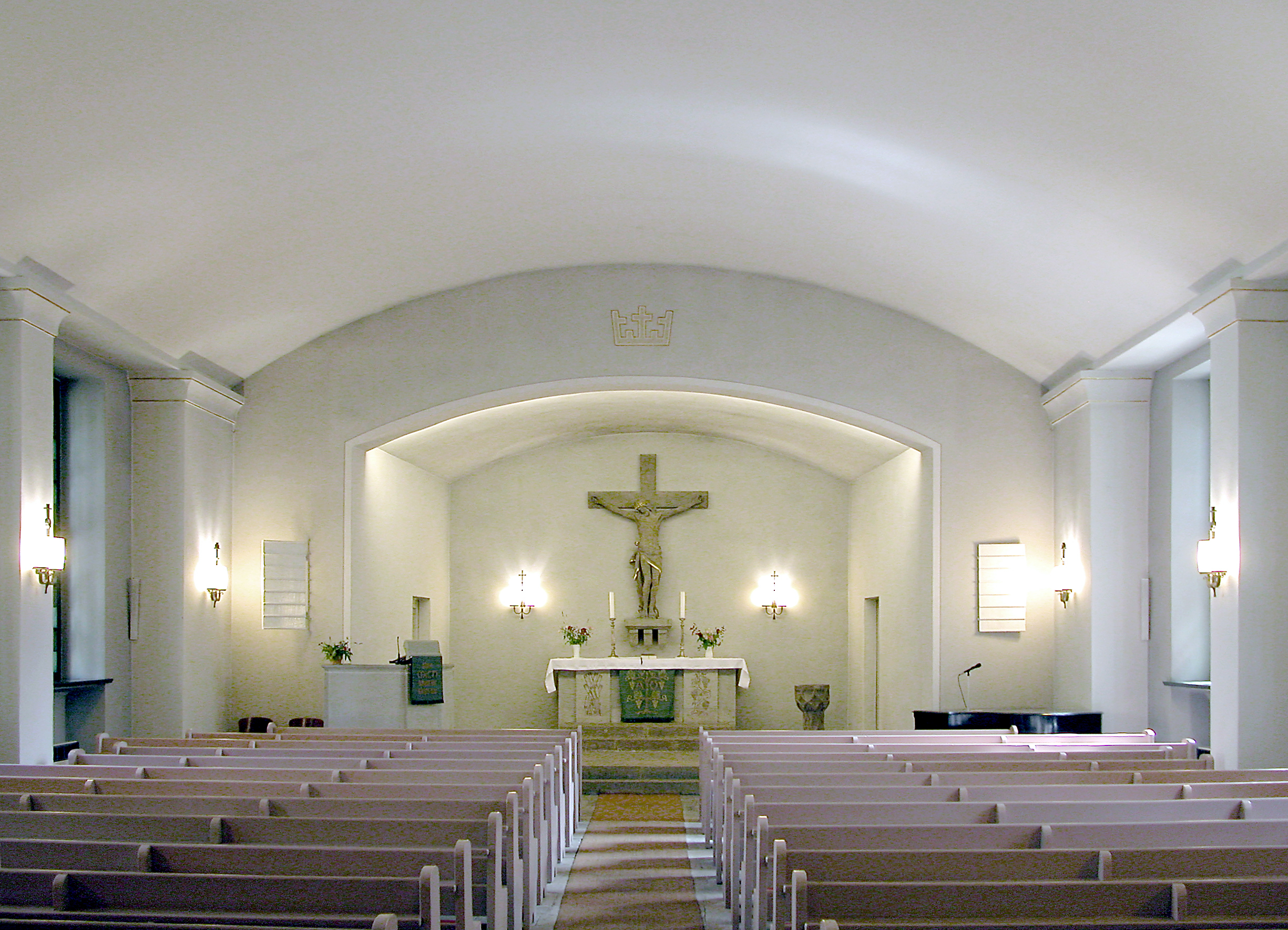
Innenraum

Die Nazarethkirche in Dresden-Seidnitz ist eine Gottesdienststätte der Evangelisch-lutherischen Kirchengemeinde Dresden-Gruna-Seidnitz. Das unter Denkmalschutz stehende sakrale Ensemble befindet sich in Altseidnitz 12 im Stadtteil Seidnitz.

## Entwicklung
Zuvor waren die evangelischen Einwohner von Seidnitz und Dobritz nach Leuben in die Himmelfahrtskirche eingepfarrt gewesen.
Die Gemeinde erwarb 1938 einen etwa 250 Jahre alten Bauernhof im historischen Seidnitzer Ortskern, das ehemalige Goschmannsche Gut. Zunächst fanden die Gottesdienste im Hauptgebäude statt, dieser Pfarrsaal war allerdings zu klein. Seit 1939 plante man den Ausbau der Scheune zur Kirche, der 1951 realisiert wurde. Zur Vermeidung eines dominierenden Sakralbaucharakters genehmigten die DDR-Behörden nur einen zu Gemeindezwecken dienenden Veranstaltungssaal ohne Kirchturm.
Die im Krieg beschädigte Scheune wurde nach Plänen des Architekten Wolfgang Rauda zur Kirche umgebaut. Sie beherbergt Ausstattungsstücke (Kruzifix, zwei betende Stiftskinder und eine Portraitbüste des Stifters) der im Krieg zerstörten und danach abgerissenen Kirche des Ehrlichschen Gestifts. Johann Georg Ehrlich, ein Dresdener Ratsherr, an den in der Kirche eine von Friedrich Hecht geschaffene Tafel erinnert, hatte 1739 eine Stiftung zugunsten der armen Bevölkerung gegründet. Der frühgotische Taufstein entstammt der Kapelle des Bartholomäushospitals, er stand zuvor im Palais im Großen Garten. Die Bleiglasfenster schuf der Dresdner Glasmaler Fritz Beier. Auch die ehemaligen Ställe wurden zu Gemeinderäumen umgebaut, so dass ein ganzes Gemeindezentrum entstand.
Am 9. Dezember 1951, dem 2. Sonntag im Advent, weihte Landesbischof Hugo Hahn die Nazarethkirche. Der Name nimmt Bezug auf die zeitgleich erbaute Bethlehemkirche in Dresden-Tolkewitz.
1952 errichteten Gemeindemitglieder einen freistehenden hölzernen Glockenturm. Die Kirchenglocke stammt aus dem Glatzer Bergland und war seit dem Zweiten Weltkrieg auf dem Hamburger Glockenfriedhof gelagert, wurde aber nicht zur Waffenproduktion eingeschmolzen.
Mit Spendengeldern erwarb man 1953 eine Orgel der Zittauer Fa. Orgelbau A. Schuster & Sohn, die mit 14 Registern und zwei Manualen als die erste größere mechanische Orgel des Unternehmens gilt.
Besonders bei der Dachkonstruktion des tonnengewölbten Kirchenraums machten sich Qualitätsmängel am Baumaterial der 1950er Jahre bemerkbar. Die umfassende Renovierung von Kirche und Gemeindehaus wurden 2003 bzw. 2002 abgeschlossen.

## Varia
- Die Geschichte der Nazarethkirche ist eng verbunden mit der einstigen Ehrlichschen Gestiftskirche. Diese wurde 1945 zerstört und 1951 gesprengt. Teile der Innenausstattung wie Kruzifix und Gedenkbüste für Stifter Johann Georg Ehrlich fanden dort ihr neues Zuhause.
- Eine Gedenktafel erinnert im Vorraum der Kirche an Johann Georg Ehrlich.[2]